# Matti Kurikka

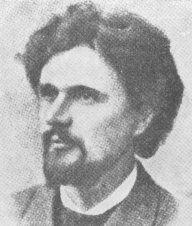
Matti Kurikka.

Matti Kurikka, född 24 januari 1863 i Duderhof, Ingermanland, död 1 oktober 1915 i Rhode Island, var en finländsk journalist, författare och politiker. 
Kurikka gjorde en lovande debut med det nationalromantiska skådespelet Viimeinen ponnistus, men förmådde inte i fortsättningen uppfylla publikens förväntningar. Han ägde 1888–1894 tidningen Viipurin Sanomat i Viborg och blev 1891 även dess chefredaktör. Samma befattning innehade han 1897–1899 vid arbetartidningen Työmies, samtidigt som han aktivt deltog i arbetarrörelsens övriga strävanden. Hans socialism var en egendomlig blandning av tolstojansk-teosofisk-utopistiska tänkesätt och han motarbetade därför den historiska materialism som blev det 1899 bildade socialdemokratiska partiets dominerande ideologi. 
Kurikka grundade 1901 i British Columbia det utopiska samhället Sointula, vilket han dock tvingades lämna 1904. Efter återkomsten till Finland året därpå verkade han som ledare vid storstrejken 1905, men lämnade följande år ur det socialdemokratiska partiet och grundade ett eget socialreformistiskt parti, upplöst efter valet till den första enkammarlantdagen 1907. Han var från 1908 åter bosatt i Amerika, nu som farmare och tidningsman.